# Kiernozia-Parcela
Kiernozia-Parcela – część miasta Kiernozia, położonego w Polsce, w województwie łódzkim, w powiecie łowickim, w gminie miejsko-wiejskiej Kiernozia. 
W latach 1975-1998 miejscowość administracyjnie należała do województwa płockiego. Do dnia 1 stycznia 2024 Kiernozia-Parcela była częścią wsi Kiernozia.